# Cassano all'Ionio
Cassano all'Ionio är en ort och kommun i provinsen Cosenza i regionen Kalabrien i Italien. Kommunen hade 18 270 invånare (2017).